# Лядов, Василий Иванович
Васи́лий Ива́нович Ля́дов (1834—1892) — русский педагог и писатель. Тайный советник.

## Биография
Родился 24 января (5 февраля) 1834 года.
После окончания в 1852 году 3-й Петербургской гимназии учился в Главном педагогическом институте, который окончил с серебряной медалью в 1855 году.
Стал учителем географии в гимназии, где учился. Также он преподавал географию в Николаевском сиротском и Смольном и Мариинском институтах. Вскоре стал преподавать педагогику. В 1864 году ему был пожалован бриллиантовый перстень с рубином. С 4 апреля 1876 года — в чине действительного статского советника.
В 1865 году Лядов был назначен инспектором классов Александровского училища и до 1891 года преподавал также в специальных классах училища педагогику, а также географию в 1863—1866 годах. В марте 1887 года он стал председателем учебного комитета при учреждениях Императрицы Марии; 5 апреля 1887 года был произведён в тайные советники.
В 1891 году Александровское училище было преобразовано в Александровский институт, а Лядов получил должность чиновника особых поручений при главноуправляющем учреждений Императрицы Марии.
Умер 20 августа (1 сентября) 1892 года. Похоронен на Волковом православном кладбище.

## Литературная деятельность
В роли педагога Лядов зарекомендовал себя несколькими трудами, определившими его литературные дарования.
- «Критический обзор мнений по поводу вопросов об убиении царевича Дмитрия и о личности первого самозванца» («Журнал Министерства Народного Просвещения». — 1856, LXXXIX, кн. 8, отд. II. — С. 203—239 и отдельным изданием
- С 1859 по 1868 годы Лядов принимал участие в составлении книги «Природа и Люди»[3], изданной А. Павловским.
- «Руководство к воспитанию и обучению детей»; с 1870 по 1900 годы переиздавалось 7 раз (2-е — 1873, 3-е — 1876, 4-е — 1879, 5-е — 1883 и 6-е — 1892)
- «Исторический очерк столетней жизни Императорского Воспитательного Общества благородных девиц и С.-Петербургского Александровского училища» (СПб., 1864)
- «Европейская Россия в физическом и этнографическом отношениях» (СПб., 1861)

Публикации в журнале «Рассвет»
- «Кавказ в физическом и этнографическом отношениях» (1859. — Т. ІV, № 11 и 12)
- «Китай и китайцы» (1860. — Т. V, № 3)
- «Этнографический очерк Казанской губернии» (1860. — Т. 7, № 7)
- «Зауральские финны-остяки» (1860. — Т. 7, № 9)
- «Буддизм» (1860. — Т. 8, № 12)
- «Буряты» (1861. — Т. XII, № 11)

## Награды
- орден Св. Анны 2-й ст. (1871)
- орден Св. Владимира 3-й ст. (1873)
- орден Св. Станислава 1-й ст. (1879)
- орден Св. Анны 1-й ст. (1883)

## Семья
Женился 1 сентября 1865 года на дочери действительного статского советника Любови Александровне Богдановой. У них родились:
- Николай (28.11.1863—?)
- Александр (1866 — после 1918), стал сенатором

В 1870 году, 24 апреля он вступил во второй брак — с дочерью статского советника Анной Фёдоровной Альбрехт; 4 мая 1871 года у них родился сын Владимир, 24 августа 1875 года — Василий, 25 апреля 1877 года — Вера.